# فرودگاه شهری کئوکوک
فرودگاه شهری کئوکوک (به انگلیسی: Keokuk Municipal Airport) یک فرودگاه همگانی با کد یاتا EOK است که یک باند فرود بتن دارد و طول باند آن ۱۶۷۶ متر است. این فرودگاه در کشور ایالات متحده آمریکا قرار دارد و در ارتفاع ۲۰۵ متری از سطح دریا واقع شده است.